# Iluminar
Iluminar é um álbum de estúdio do cantor Padre Fábio de Melo. Foi lançado em 2009 pela gravadora Som Livre. No Brasil esse disco foi premiado com Disco de Platina Triplo pela ABPD, com mais de 300 mil cópias vendidas.

## Faixas
1. Incendeia Minha Alma
2. Abraço Eterno
3. No Meio de Nós (Part. Esp.Zezé Di Camargo e Luciano)
4. Imagem e Semelhança
5. Jesus, Meu Deus Humano
6. Viver pra Mim É Cristo  (Part. Esp. André Leonno)
7. Levanta-Te
8. Onde Está o Teu Irmão
9. Cores de Eucaristia
10. Maria e o Anjo (Part. Esp. Elba Ramalho)
11. Meu Deus Quis Assim
12. Iluminar
13. Motivos pra Recomeçar
14. Sim à Vida
15. Novo Tempo (Part. Esp. Roupa Nova)

## Vendas e certificações
| País          | Certificação | Vendas   |
| ------------- | ------------ | -------- |
| Brasil - ABPD | 3× Platina   | 300,000+ |